# Aero A-300
L'Aero A-300 era un bombardiere monoplano, bimotore, prodotto dall'azienda cecoslovacca Aero Vodochody negli anni trenta, e rimasto allo stadio di prototipo.

## Storia del progetto
Nel 1936 il Dipartimento dell'aviazione presso il Ministero della difesa nazionale (Ministerstvo Narodni Obrany, MNO) sviluppò un programma di modernizzazione della componente da caccia e bombardamento della ČVL. Le crescenti tensioni con la Germania nazista non lasciavano presagire niente di buono ed il governo cecoslovacco ne era ben conscio. Per modernizzare la componente da bombardamento media, allora stavano entrando in servizio i primi Avia MB 200 e Avia B-71 prodotti su licenza. Per il nuovo requisito relativo ad un moderno bombardiere medio venne elaborata un'apposita specifica designata Typ IV. Come prima risposta già nel maggio 1936 l'ufficio tecnico della Aero, diretto dall'ingegnere Antonín Husník avviò la progettazione dell'A-206, derivato dall'appena realizzato velivolo da trasporto civile Aero A-204. Tuttavia questo progetto non destò l'attenzione del Ministero, che all'inizio del 1937 modificò i termini della specifica, assegnando all'eventuale velivolo vincitore anche compiti secondari di ricognizione strategica. In risposta al requisito emesso vennero presentati progetti da tutte le fabbriche aeronautiche della Cecoslovacchia. Furono messi in preparazione i prototipi Letov S-43, Avia B-36.  e Avia B-158, ČKD-Praga E-48,  e Aero A-206 sotto la nuova designazione di A-300.
Verso la fine del 1937, durante l'esposizione aeronautica di Praga, fu presentato al pubblico il mock-up del nuovo bombardiere, equipaggiato con due motori stellari Bristol Mercury IX da 830 CV, montati in apposite gondole dotate di capottatura aerodinamica NACA, carrello retrattile di produzione nazionale, fusoliera ed ala irrobustite, e piani di coda a doppia deriva. I lavori di preparazione del velivolo in vista del primo volo andarono a rilento a causa dei problemi emersi sugli ingranaggi del carrello retrattile di produzione nazionale Pantof. Il prototipo volò per la prima volta, con il carrello di atterraggio fissato in posizione aperta, sull'aeroporto di Praga-Kbely nel maggio 1938  ai comandi del pilota collaudatore dell'Aero Vodochody Karel Vaněk.

## Tecnica
L'Aero A-300 era un velivolo da bombardamento medio dall'aspetto convenzionale: monoplano bimotore ad ala bassa di costruzione interamente metallica.
La fusoliera e i piani di coda presentavano una struttura realizzata in tubi di acciaio saldati, rivestita in duralluminio. La stessa terminava posteriormente in una coda dotata di impennaggio bideriva L'ala era montata bassa e a sbalzo, realizzata in metallo e ricoperta da un rivestimento lavorante in duralluminio.
La fusoliera a sezione ovale integrava la cabina di pilotaggio a posti affiancati. L'equipaggio era composto da quattro persone, pilota, copilota, navigatore/bombardiere e mitragliere. Era stata prevista l'installazione di una fotocamera da ricognizione ad azionamento manuale sul muso, ed una ad azionamento automatico sul retro della fusoliera.
Il carrello d'atterraggio di costruzione nazionale presentava configurazione a triciclo classico con gli elementi anteriori retrattili per azionamento idraulico, che alloggiavano nella parte posteriore delle gondole motore, integrati da un ruotino posteriore d'appoggio posizionato sotto la coda, dotato di carenatura.
La propulsione era assicurata da due motori radiali, posizionati in gondole alari, Walter Merkur IX. a 9 cilindri raffreddati ad aria eroganti la potenza 830 CV (610 kW), ed azionanti un'elica tripala metallica De Havilland.
L'armamento si basava su tre mitragliatrici brandeggiabili Česká zbrojovka Strakonice Vz.30 calibro 7,92 mm. Una era installata sul muso, una in una postazione dorsale, mentre la terza era si trovava in una postazione ventrale, ricavata da una botola sul pavimento. La capacità di trasporto bombe era pari a 1 000 kg.

## Impiego operativo
Purtroppo emersero subito problemi legati al carrello di atterraggio e all'uso del carburante cecoslovacco  bi-bo-li. Tuttavia il 4 agosto 1938 il VTLÚ (Letecky Technicky Vojensky Ústav),  ottenne il prototipo per l'effettuazione di ulteriori test.
Durante i successivi collaudi militari il prototipo fece registrare doti eccezionali per l'epoca. La velocità massima arrivò a toccare i 470 km/h, superiore a quella di molti velivoli da caccia militari, e non lontana da quelle del moderno Avia B-135. Inoltre l'aereo era più facile da produrre, e meno costoso, del coevo Avia B-71. Nel corso del 1938 il Ministero della difesa ordinò i primi 15 velivoli, con la designazione militare di B-72. Gli aerei dovevano essere prodotti dalla Aero, in collaborazione con la ČKD-Praga che produceva le ali. Il moderno velivolo interessò l'aviazione greca, che chiese l'acquisto della licenza di produzione per una serie di 12 esemplari. Tutti i collaudi si interruppero nel marzo 1939, in seguito all'invasione tedesca.

### Germania
Dopo l'occupazione della Cecoslovacchia il prototipo dell'Aero A-300 venne inviato presso la fabbrica Focke-Wulf di Brema per essere sottoposto ai collaudi militari tedeschi. Dopo alcuni voli di prova il velivolo fu demolito.

## Utilizzatori
Cecoslovacchia
- Češkoslovenske Vojenske Letectvo

 Germania
- Luftwaffe

### Annotazioni
1. ↑  Prodotto su licenza negli stabilimenti cecoslovacchi sotto il nome di Walter Merkur.
2. ↑  Si trattava di un prodotto piuttosto insolito per l'epoca, prodotto dalla ditta Veedol.
3. ↑  Esso non corrispondeva alle specifiche di utilizzo inglesi, che prevedevano per i motori Mercury IX l'uso di carburante ad 87 ottani.
4. ↑  Dove ricevette la matricola tattica S 5 dipinta in bianco su entrambi i lati della fusoliera.
5. ↑  Si trattava del Tupolev SB-2 prodotto su licenza.
6. ↑  Secondo altre fonti venti.

### Fonti
1. 1 2 3 4 5 6 7 8 9  Boroli, Boroli 1983, p. 55.
2. 1 2 3 4 5 6 7 8 9 10 11 12 13  Уголок неба.